# 广坪镇 (会同县)
广坪镇，是中华人民共和国湖南省怀化市会同县下辖的一个乡镇级行政单位。

## 行政区划
广坪镇下辖以下地区：
林源社区、铁炉头村、吉朗村、冬冲村、杨家渡村、广坪村、龙孔村、石家村、白龙潭村、苏溪口村、西楼村、羊角坪村、大湾村、蒿圮坪村、逻山村、牛皮冲村、中嵊村和么哨村。